# Papá das Pernas Altas
Papá das Pernas Altas (私のあしながおじさん, Watashi No Ashinaga Ojisan) é uma série de anime japonesa baseado no romance Papá das Pernas Altas escrito por Jean Webster. Esta série faz parte da World Masterpiece Theater produzida pelos estúdios Nippon Animation e foi premiada como o Melhor Filme para Televisão pela Agência Japonesa de Assuntos Culturais para Crianças em 1990.
A história de Jean Webster tinha sido adaptada para anime anteriormente pela Tatsunoko em 1979 para o especial de TV Ashinaga Ojisan, que foi dirigida por Masakazu Higuchi. O especial acima mencionado foi dublado em Inglês e lançado nos EUA e ao contrário não está relacionada com esta série de televisão.
Em Portugal este anime foi emitido pelo canal TVI com dobragem italiana legendada em português.

## Enredo
Judy Abbott é uma órfã que foi dada a oportunidade de estudar na prestigiada Lincoln Memorial High School por um misterioso benfeitor que ela só conhece como "John Smith". Ela só viu sua sombra uma vez, e por causa de suas longas pernas, ela o chama de "Papá das Pernas Altas". O único pagamento que ela dá a seu benfeitor é escrevendo cartas a cada mês, sem expectativa de serem respondidas.
O anime mostra os 3 anos da vida de Judy, começando com ela deixando o orfanato e a casa de John Grier, assim acabando com ela terminando o ensino médio.

## Personagens
Judy Abbott (ジュディ・アボット, Judi Abotto)
Uma menina alegre e inteligente, cujos pais morreram quando ela ainda era um bebê. Ela foi encontrada na avenida Bayson em Nova Iorque e foi levada para a casa de John Grier, onde desenvolve o seu talento para a escrita. É um dos seus ensaios que chama a atenção de um administrador conhecido como "John Smith", permitindo-lhe ganhar uma bolsa de estudos dele para participar do Lincoln Memorial High School. Ela não sabe quem é John Smith, e chama-lhe de "Papá das Pernas Altas". Mesmo assim, ela considera-o a única família que ela tem, e se apega a ele. Ela fala muito e adora contar histórias. As colegas de quarto de Judy no Lincoln Memorial são Sallie McBride e Julia Pendleton. Judy tem um complexo de inferioridade considerável que ela é órfã, ela sofre de não ser capaz de confiar em ninguém. No anime, a aparência de Judy parece assemelhar-se como a Pipi das Meias Altas, por ter o cabelo vermelho e as tranças pra fora.
Sally McBride (サリー・マクブライド, Sarī Makuburaido)
Uma menina tímida mas doce que é uma das colegas de quarto de Judy no Lincoln Memorial High School. Elas se tornam muito próximas, e Sallie cresce gostando muito de Judy. Ela em muitas vezes é ridicularizada por Julia por causa de sua baixa estatura e ser gordinha. Ela tem força de vontade, apesar de sua aparência.
Julia Rutledge Pendleton (ジュリア・ルートレッジ・ペンデルトン, Juria Rūtorejji Penderuton)
Uma estudante rica e esnobe, ela é muito alta e elegante e uma das colegas de quarto de Judy no Lincoln Memorial High School. Ela e Judy inicialmente não se dão bem, e Julia constantemente tenta descobrir o segredo pessoal de Judy.
Joanna Sloane (ジョアンナ・スローン, Joanna Surōn)
A gerente do dormitório onde Judy vive em Fergussen Hall, que tende a colocar uma máscara de crueldade e raiva para esconder o que ela realmente sente. Ela odeia quando é chamada de "Sra." porque ela ainda é uma solteirona. No entanto, ela parece querer se casar.
Jervis Pendleton (ジャーヴィス・ペンデルトン, Jāvisu Penderuton)
O tio de Julia Pendleton, a quem atende Judy sobre seu tempo na escola Lincoln Memorial. Ele é chamado de misantropo excêntrico e é famoso no mundo dos negócios, no entanto, a razão é porque ele odeia a sociedade educada. Mais tarde, ele desenvolve sentimentos por Judy.
Walter Grigs (ウォルター・グリグス, Worutā Gurigusu)
Secretário di patrocinador de Judy, "Papá das Pernas Altas".
Jimmy McBride (ジミー・マクブライド, Jimī Makuburaido)
Irmão mais velho de Sallie, ele é o ás altamente popular no time de futebol da Universidade de Princeton. Ele é muito gentil e uma pessoa amável. Ele cresce afeiçoado por Judy. Julia se apaixona por ele, em seu segundo ano e no final da série, eles ficam empenhados.
Bob (ボブ, Bobu)
Capitão do time de futebol da Universidade de Princeton, um homem gentil, embora às vezes não confiável.
Leonora Fenton (レオノラ・フェントン, Reonora Fenton)
A nova colega de quarto de Judy. Ela é 1 ano mais velha que Judy. Ela voltou para a classe de Judy depois de ter tomado uma licença de ausência da escola por causa da doença no peito durante um ano. Ela é boa em poesia e esportes, ela era uma jogadora famosa de basquete antes. Judy não gostava dela porque ela criticou o romance que Judy escreveu. No entanto, ela se torna uma boa superiora de Judy imediatamente.
Catherine Lippett (キャサリン・リペット, Kyasarin Ripetto)
Diretora do Orfanato John Greer. As crianças no orfanato a odiava porque ela era muito rigorosa com a disciplina. No entanto, ela ama as crianças na realidade. Ela se aposenta, enquanto Judy está frequentando a Lincoln Memorial High School.
Mary Lambart (メアリー・ランバート, Mearī　Ranbāto)
A gerente do Orfanato São Jorge. Ela é uma mulher forte, com humor e poder para agir, é adorada pelas crianças. Ela tem uma ideia muito realista para a educação do órfão. Ela é um protótipo da Maria Florence, da próxima série A Família Trapp.

## Dublagem
| Personagem       | Voz japonesa    | Voz italiana      |
| ---------------- | --------------- | ----------------- |
| Judy Abbot       | Mitsuko Horie   | Debora Magnaghi   |
| Sallie McBright  | Chie Satō       | Donatella Fanfani |
| Jimmy McBright   | Bin Shimada     | Diego Sabre       |
| Julia Pendleton  | Yuri Amano      | Emanuela Pacotto  |
| Jervis Pendleton | Hideyuki Tanaka | Marco Balzarotti  |
| Miss Lippett     | Toshiko Fujita  | Grazia Migneco    |
| Miss Throne      | Yoshino Otori   | Lidia Costanzo    |
| Elmer Griggs     | Hiroshi Masuoka | Alberto Olivero   |
| Leonora Fenton   | Hiromi Tsuru    |                   |

## Banda Sonora
| Título Original | Título em Português | Artista               | Descrição            |
| --------------- | ------------------- | --------------------- | -------------------- |
| Gurooing Appu   | Crescendo           | Mitsuko Horie         | Tema de Abertura     |
| Kimi no Kaze    | Seu Vento           | Mitsuko Horie, SHINES | Tema de Encerramento |